# Butcher Billy
Billy Mariano da Luz (Curitiba, 14 de Março de 1978), conhecido por seu nome artístico Butcher Billy, é um designer gráfico e artista. Como ilustrador, possui um tom único de nostalgia contemporânea, misturando imagens, rimas, música e comédia para criar obras inusitadas que dialogam com a cultura moderna. Seu trabalho é satírico e costuma misturar a realidade com a ficção, combinando diversos elementos que vão desde David Bowie e Superman até Michael Jordan e figuras políticas.  
Em uma entrevista à revista Continente, Billy conta que sempre teve o costume de desenhar durante a infância. Após ter se graduado em Design Gráfico pela Pontifícia Universidade Católica do Paraná, Billy trabalhou como diretor de arte em agências além de fazer trabalhos artísticos comissionados. Em 2012, após um de seus trabalhos sobre o Dia Internacional do Rock ter viralizado, Billy começou a ganhar popularidade no cenário do pop art, mas foi com a divulgação pelas redes sociais (o instagram oficial de Billy Butcher possui 165 mil seguidores em 2022) que o artista teve reconhecimento global pelas suas obras. Hoje em dia, Butcher Billy também faz parte da IllustrationX, uma das principais agências de ilustração no mundo.

## Inspirações artísticas
De ascendência irlandesa, suas obras possuem influências diretas de grandes artistas, indo desde Banksy, Andy Warhol, Tim Burton até David Bowie e bandas como Queen e The Cure. Seus trabalhos possuem poucos elementos na composição geral, sempre com visual básico, mas buscando gerar um grande efeito em quem observa. Apesar de suas obras serem criadas de forma digital, Billy usa de referências às décadas de 70, 80 e 90, e métodos tradicionais como o pontilhado (ver serigrafia), além de trazer consigo elementos tipográficos e imagéticos dos movimentos dessas décadas, como o pop art e Street art. Em uma entrevista à revista TopView em 2018, o artista cita como inspiração a vida e trabalhos do street artist norte-americano Keith Haring, que retratava a cena cultural alternativa de Nova York nos anos 80 misturando Street art e o Grafito.

## Reconhecimento e colaborações com grandes marcas
Com um maior destaque na internet, Billy foi recebendo diversas propostas para exposições em galerias de arte moderna, em países como Londres e Dubai, mas também para realizar ilustrações exclusivas em capas de livros e peças gráficas de grandes marcas como Netflix e ESPN.
Um de seus principais trabalhos foi o desenvolvimento de pôsteres para a série Black Mirror da Netflix, proposta originada em 2016, pela decisão de ilustrar os episódios do seriado como capas de quadrinhos dos anos 70, que chamaram atenção do criador e roteirista da Netflix. Com o contato pelas redes sociais, Billy foi comissionado a realizar uma série de ilustrações que seriam utilizadas na 4ª temporada do seriado. Desde então Billy tem continuado a trabalhar com a empresa na série Stranger Things, com seu estilo estampando camisas e embalagens promocionais.
Mais para frente, Billy fez mais peças gráficas para grandes séries da Netflix como Arcane, Cobra Kai e Gambito da Rainha.
Butcher Billy também fez uma série de capas de livros para a editora brasileira Aleph, que possui um foco em cultura pop e ficção científica, se alinhando com a temática e estilo do artista.
Entrando na tendência de arte virtual, em abril de 2022 foi feito o lançamento de uma coleção de NFTs chamada Metaverse Players, criados por Butcher Billy, no estilo próprio do artista.

## Ligações Externas
- https://www.behance.net/butcherbilly
- https://www.instagram.com/thebutcherbilly/